# Jan Łubieński
Jan Łubieński herbu Pomian (ur. 27 grudnia 1788 w Szczytnikach, zm. 26 czerwca 1878 w Warszawie) – poseł na sejm, sędzia Sądu Najwyższej Instancji Królestwa Kongresowego (1834), radca Rady Departamentowej departamentu warszawskiego Księstwa Warszawskiego z powiatu sochaczewskiego (1811) sędzia pokoju, ekonomista, generał pospolitego ruszenia, filantrop.
Syn Feliksa i Tekli Bielińskiej, brat: Tomasza, Piotra, Tadeusza, Józefa, Henryka i Róży Sobańskiej.
Otrzymał wykształcenie domowe uzupełnione w 1801 pobytem w Wiedniu w towarzystwie starszych braci. Po wkroczeniu wojsk francuskich na ziemie polskie 18-letni młodzieniec, obwołany generałem pospolitego ruszenia ziemi rawskiej. W początkach lutego 1807 zdobył szturmem Szczecinek. Wiosną tego samego roku wrócił do gospodarki w rodzinnym Guzowie. W 1809 został mianowany jednym z dyrektorów stolicy, którzy mieli zorganizować miejscową gwardię i utrzymać spokój w mieście, poprosił jednak o zwolnienie go z tego stanowiska. W latach 1810–1813 był konsyliarzem z departamentu warszawskiego w Głównej Izbie Obrachunkowej, a dzięki staraniom ojca posłował na sejmy 1811 i 1812. 
Ożenił się 7 grudnia 1810 w Okuniewie z Anną Klicką (zm. 1837), córką Stanisława. Był właścicielem Okuniewa, dzierżawił od teścia Młodzianów w płockiem, dbając o uprzemysłowienie tych dóbr. Drugą jego żoną w 1843 została Izabela Michałowska
W 1817 roku był marszałkiem sejmikowym powiatu stanisławowskiego województwa mazowieckiego.
W latach 1825–1830 był sędzią pokoju w powiecie stanisławowskim. Brat Henryk wprowadził go w 1829 do zarządu Towarzystwa Wyrobów Zbożowych, a w 1830 do Towarzystwa Wyrobów Lnianych, został też członkiem domu handlowego Bracia Łubieńscy i Spółka. Po wybuchu powstania listopadowego organizował magazyny żywnościowe, a następnie został intendentem generalnym armii, po Konstantym Wolickim. W 1832 wycofał się wówczas z życia publicznego i ograniczył do działalności filantropijnej. Po ustanowieniu w 1842 Rady Głównej Opiekuńczej zakładów dobroczynnych przez wiele lat był jej członkiem. W 1858 został członkiem Towarzystwa Rolniczego w Królestwie Polskim. Pochowany został na cmentarzu Powązkowskim (kwatera Pod katakumbami-1-63/64).